# Votesac
Voltesac (en francès Voutezac) és un municipi francès situat al departament de la Corresa i a la regió de la Nova Aquitània.

## Demografia
| 1962                                       | 1968  | 1975  | 1982  | 1990  | 1999  | 2007  |
| ------------------------------------------ | ----- | ----- | ----- | ----- | ----- | ----- |
| 1.256                                      | 1.197 | 1.071 | 1.053 | 1.026 | 1.142 | 1.195 |
| Des de 1962: població sense dobles comptes |       |       |       |       |       |       |

## Administració
| Període   | Identitat          | Partit |
| --------- | ------------------ | ------ |
| 1989-2001 | Maurice Vareille   | PCF    |
| 2001-2008 | Daniel Poulverel   |        |
| 2008-     | Georges Peyramaure | PS     |